# 陈剑锋
陈剑锋，中国人民解放军少将。
2000年，曾任海南省军区后勤部部长。2006年6月，当选为中共海南省军区第九届党委常委。2010年，升任广州军区联勤部原副部长，授少将军衔。因涉嫌违法犯罪，2015年1月军事检察机关对其立案侦查。